# Silent Hill f
Silent Hill f est un futur jeu vidéo survival-horror développé par NeoBards Entertainment et publié par Konami prévu le 25 septembre 2025 sur Microsoft Windows, PlayStation 5 et Xbox Series. Silent Hill f sera le neuvième jeu principal de la franchise Silent Hill et le premier titre principal de la franchise depuis plus d'une décennie. Contrairement aux jeux précédents de la série, il ne se déroulera pas dans la ville principale mais plutôt dans le Japon des années 1960.

## Développement
En février 2021, il a été signalé que Konami prévoyait de relancer la franchise Silent Hill avec plusieurs studios tiers développant de nouveaux jeux. En octobre 2022, Konami a annoncé quatre nouveaux projets Silent Hill, 10 ans après le dernier jeu principal de Silent Hill, Downpour . Konami a révélé que Silent Hill f sera développé par le studio de jeux vidéo taïwanais Neobards Entertainment,. 
Le jeu sera réalisé par Al Yang, directeur créatif du studio de NeoBards Entertainment. Il sera écrit par Ryukishi07,. La conception des créatures et des personnages sera réalisée par l'artiste japonais Kera, et elle sera produite par Motoi Okamoto, ancien producteur de Nintendo. 